# Valdagen (film)
Valdagen är en poetisk roadmovie i regi av Babak Payami.

## Handling
Filmen handlar om en iransk soldat som är posterad på en isolerad ö utanför den iranska kusten. På natten har en låda innehållande en valurna släppts ner med fallskärm på ön. I lådan finns också detaljerade order om att han skall eskortera en valförrättare, som visar sig vara en kvinna. Valförrättaren försöker övertyga öns invånare att rösta på kandidater de aldrig hört talas om. Tempot i filmen är lågt och bildspråket är poetiskt. För regin belönades Payami med regipriset vid filmfestivalen i Venedig 2001.